# Constance Senghor
Pour les articles homonymes, voir Senghor.
Constance Senghor, née le 23 mai 1963, est une athlète sénégalaise.

## Carrière
Constance Senghor remporte la médaille de bronze du saut en hauteur aux Jeux africains de 1987 à Nairobi  et la médaille d'argent du saut en hauteur aux Championnats d'Afrique de 1988 à Annaba. 
Elle participe au concours de saut en hauteur féminin aux Jeux olympiques d'été de 1984 ; elle est éliminée en qualifications.
Elle est championne du Sénégal du saut en hauteur à sept reprises, en 1983, 1984, 1986, 1987, 1988, 1991 et 1994.